# Dívka na koštěti
Dívka na koštěti je pohádková filmová komedie o mladé čarodějnici Saxaně, která se ze světa pohádek dostane do světa lidí. Dílo plné filmových triků v roce 1971 natočil režisér Václav Vorlíček podle námětu a scénáře zpracovaných společně s Hermínou Frankovou a Milošem Macourkem. Film se natáčel v Pardubicích, především na ZŠ Staňkova, a v Praze.

## Ocenění
V roce 1972 byl film oceněn Cenou filmového diváka na Filmovém festivalu mladých v Trutnově. Za zvláštní filmové efekty architekt Oldřich Bosák získal v roce 1973 na mezinárodním katalánském filmovém festivalu Sitges cenu Medalla Sitges en Plata de Ley.

## Děj filmu
Saxana (Petra Černocká) je mladá čarodějnice, která se svému řemeslu teprve učí v čarodějnické škole. Když jednoho dne zůstane po škole na 300 let, pomocí Lexikonu kouzel se na 44 hodin přenese do světa lidí, kde svými různě zdařilými kouzly nadělá spoustu zmatků. Postupně se zamiluje do Honzy (Jan Hrušínský), a proto se do pohádkové říše nechce vrátit. Od návratu ji může zachránit jen vypití odvaru z babského ucha, které usilovně hledá. Neví, že babským uchem je ve skutečnosti míněna šalvěj přeslenitá, a hledá skutečné lidské babské ucho. Jejího úsilí využijí tři darební spolužáci v čele s Miky Rouskem (Jan Kraus) a zmocní se Lexikonu kouzel, který Saxana s Honzovou pomocí přinesla z pohádkové říše. Nakonec vše dobře dopadne, protože Saxana náhodou zjistí, co vlastně je babské ucho, a na poslední chvíli se jí podaří odvar vypít. S Honzou zůstane ve světě lidí.

## Pokračování
Volné pokračování s názvem Saxána a Lexikon kouzel mělo premiéru 15. září 2011.

## Obsazení
| Petra Černocká         | Saxana                     |
| Jan Hrušínský          | Honza                      |
| Jan Kraus              | Miky Rousek                |
| František Filipovský   | Rousek st.                 |
| Vladimír Menšík        | upír ve výslužbě           |
| Vlastimil Zavřel       | Bohouš Adámek              |
| Michal Hejný           | Čenda Bujnoch              |
| Jaromír Spal           | Jindřich Bláha             |
| Vlastimil Hašek        | Karel Pešek                |
| Zdeněk Dítě            | ředitel                    |
| Robert Vrchota         | stěhovák                   |
| Karel Pavlík           | šofér Čenda                |
| Jiří Lír               | učitel botaniky            |
| Josef Bláha            | ředitel čarodějnické školy |
| Jan Libíček            | psychiatr                  |
| Karel Augusta          | biskup                     |
| Ludmila Píchová        | učitelka čarodějnic        |
| Stella Zázvorková      | Vondráčková                |
| Jana Drbohlavová       | Marie Pešková              |
| Helena Růžičková       | pacientka                  |
| Milan Neděla           | hostinský                  |
| Otto Lackovič          | Ind                        |
| Lubomír Kostelka       | zřízenec zoo Bauer         |
| Karel Houska           | inspektor                  |
| Meda Valentová         | babička                    |
| Jaroslava Obermaierová | ošetřovatelka              |
| Běla Jurdová           | učitelka                   |
| Miriam Kantorková      | učitelka                   |
| Míla Myslíková         | Anna Bláhová               |
| Svatopluk Skládal      | učitel                     |
| Pavel Spálený          | příslušník VB              |
| Miroslav Doubrava      | vedoucí farmy              |
| Stanislav Litera       | učitel                     |
| Josef Kolb             | zřízenec                   |
| Roman Skamene          | spolužák                   |
| Luděk Kopřiva          | učitel                     |
| Antonín Jedlička       | učitel                     |

## Fotogalerie
Vozidla z filmu byla vystavena na Automobilové klenoty 2019.

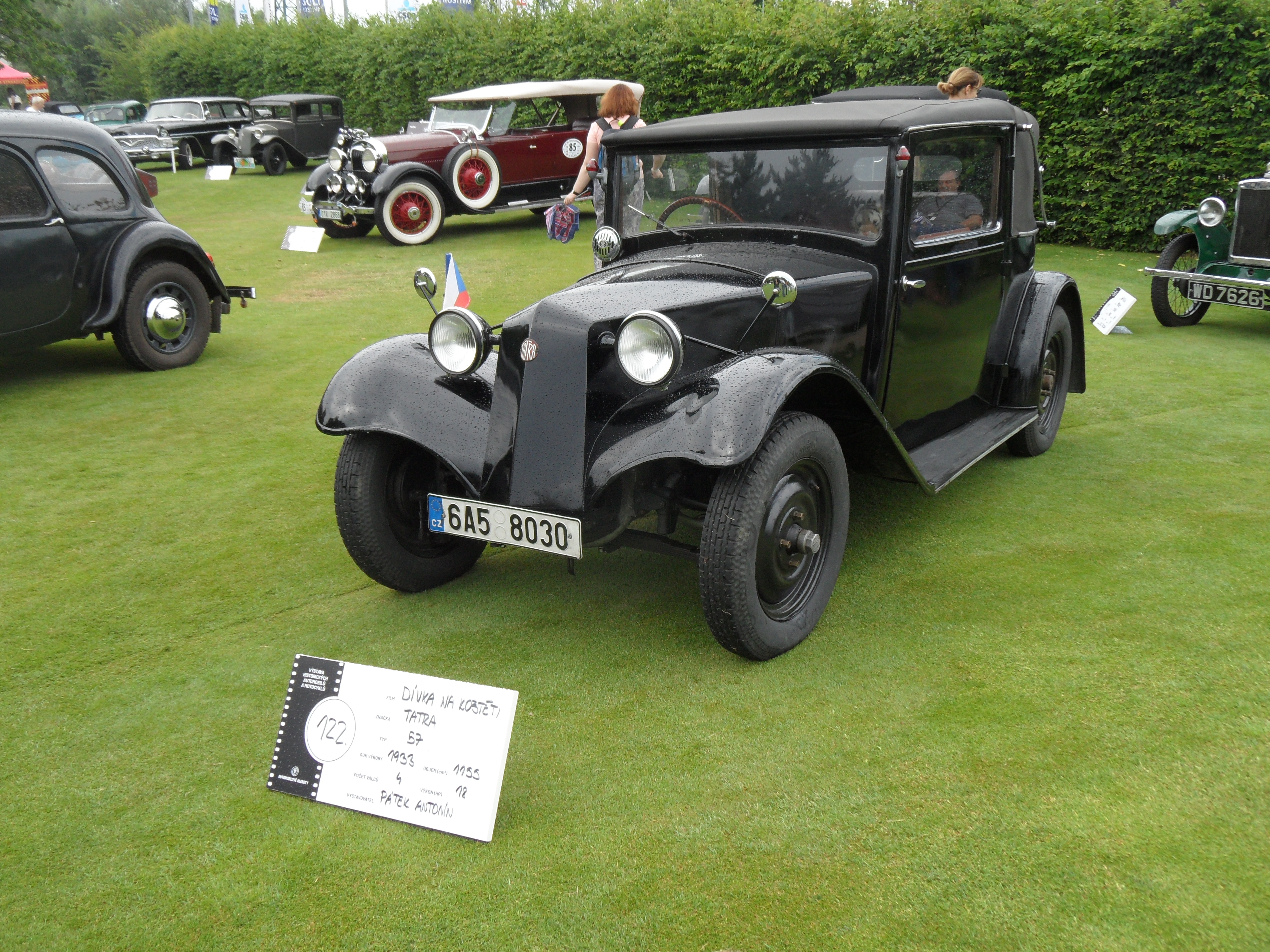
Tatra 57 přezdívaná Hadimrška (1933)
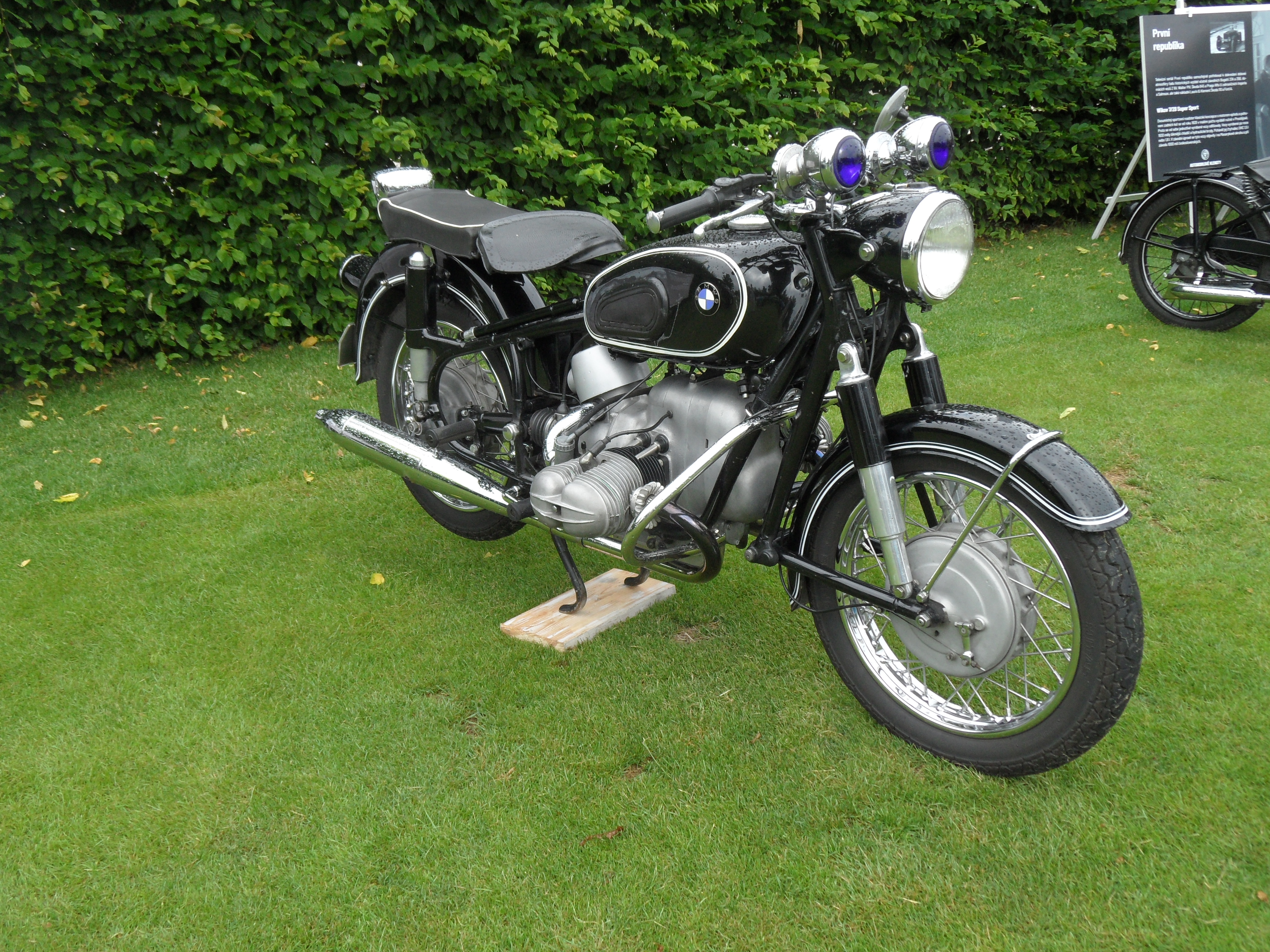
BMW R 69 S (1964)
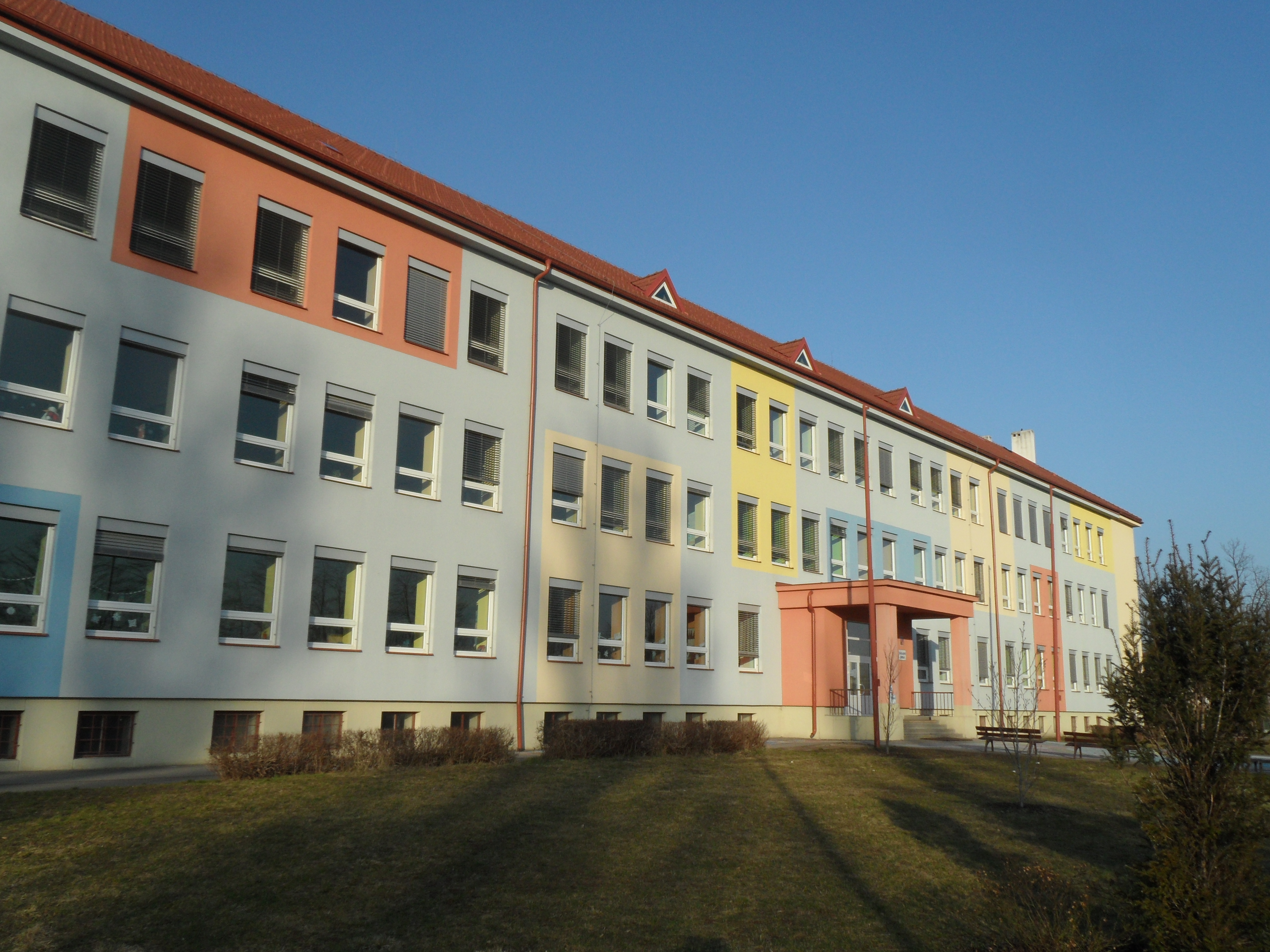
ZŠ Staňkova, jedno z hlavních míst natáčení filmu